# Senna nomame
Senna nomame là một loài thực vật có hoa trong họ Đậu. Loài này được (Makino) T.C. Chen mô tả khoa học đầu tiên năm 2010.